# 고준영
고준영(2000년 10월 27일 ~ )은 대한민국의 축구 선수로, 포지션은 윙어이다. 현 K3리그의 파주시민축구단에서 활약하고 있다.

## 클럽 경력

### 서울 이랜드 FC
2019년 고준영은 천안제일고등학교를 졸업하고, K리그2 서울 이랜드 FC와 계약을 맺었다. 3월 17일 대전 시티즌과의 원정 경기에서 70분 경 알렉스와 교체 투입되면서, 자신의 프로 데뷔 무대를 치렀다. 3월 27일 부천 FC 1995와의 FA컵 3라운드 경기에서 후반 교체 투입된 고준영은, 연장전 99분 경 코너킥 세트피스 상황에서 부천이 수비과정에 흘린 볼을 중거리포로 때리며 자신의 프로 데뷔 골을 기록하였다. 서울 이랜드에서의 총 출전수는 FA컵 3경기를 포함한 11경기.

### 대전 한국철도
2020시즌을 앞두고 K3리그의 대전 한국철도로 임대 이적했다.

### 전주시민축구단
2022시즌을 앞두고 K4리그의 전주시민축구단으로 임대되었다. 2월 26일에 열린 서울중랑축구단과의 홈경기에서 득점을 기록했다.